# Bláskógabyggð
Bláskógabyggð is een gemeente in het zuidwesten van IJsland in de regio Suðurland. De gemeente heeft 897 inwoners (in 2013) en een oppervlakte van 3300 km². In de gemeente liggen twee belangrijke plaatsen uit de IJslandse geschiedenis: Þingvellir en de voormalige bisschopszetel Skálholt. De grootste plaatsen in de gemeente zijn Reykholt met 186 inwoners (in 2013), Laugarvatn met 150 inwoners (in 2013) en Laugarás met 126 inwoners (in 2013).
De gemeente ontstond op 11 februari 2002 door het samenvoegen van de gemeentes Biskupstungnahreppur, Laugardalshreppur en Þingvallahreppur. De naam van de gemeente is ontleend aan het landelijke gebied rondom Þingvallavatn dat Bláskógar genoemd wordt.
Vestmannaeyjabær · Árborg · Mýrdalshreppur · Skaftárhreppur · Ásahreppur · Rangárþing eystra · Rangárþing ytra · Hrunamannahreppur · Hveragerðisbær · Ölfus · Grímsnes- og Grafningshreppur · Skeiða- og Gnúpverjahreppur · Bláskógabyggð · Flóahreppur